# Olocausto in Libia

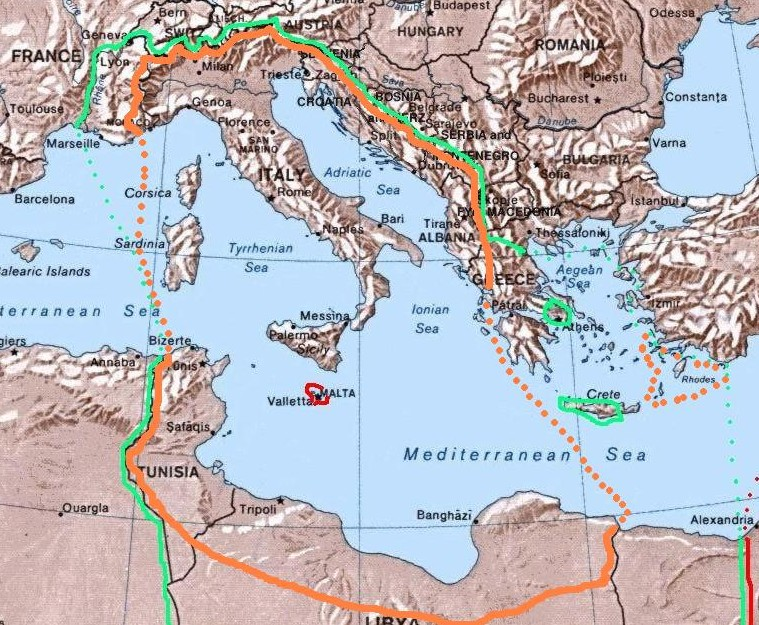
Una mappa della Libia nell'"Italia imperiale" del 1940 sotto il controllo italiano

L'Olocausto in Libia si può identificare con il peggioramento delle condizioni di vita degli ebrei dopo l'approvazione del Manifesto della razza italiano nel 1938, questo evento fu ancora più marcato in seguito all'intervento tedesco del 1941, quando alcuni ebrei libici furono inviati nei campi di concentramento europei, e dove i sopravvissuti rimasero fino alla fine della seconda guerra mondiale.
La Libia italiana aveva due grandi comunità ebraiche, una nel distretto occidentale della Tripolitania e principalmente nella sua capitale Tripoli, l'altra nel distretto orientale di Barka, in Cirenaica, e nella sua capitale Bengasi. Durante l'Olocausto centinaia di ebrei morirono di fame: in Libia prima della guerra vivevano circa 40000 ebrei, come risultato dell'esodo ebraico dai paesi arabi e musulmani. Oggi non ci sono ebrei rimasti nel paese.

## L'inizio dell'occupazione italiana

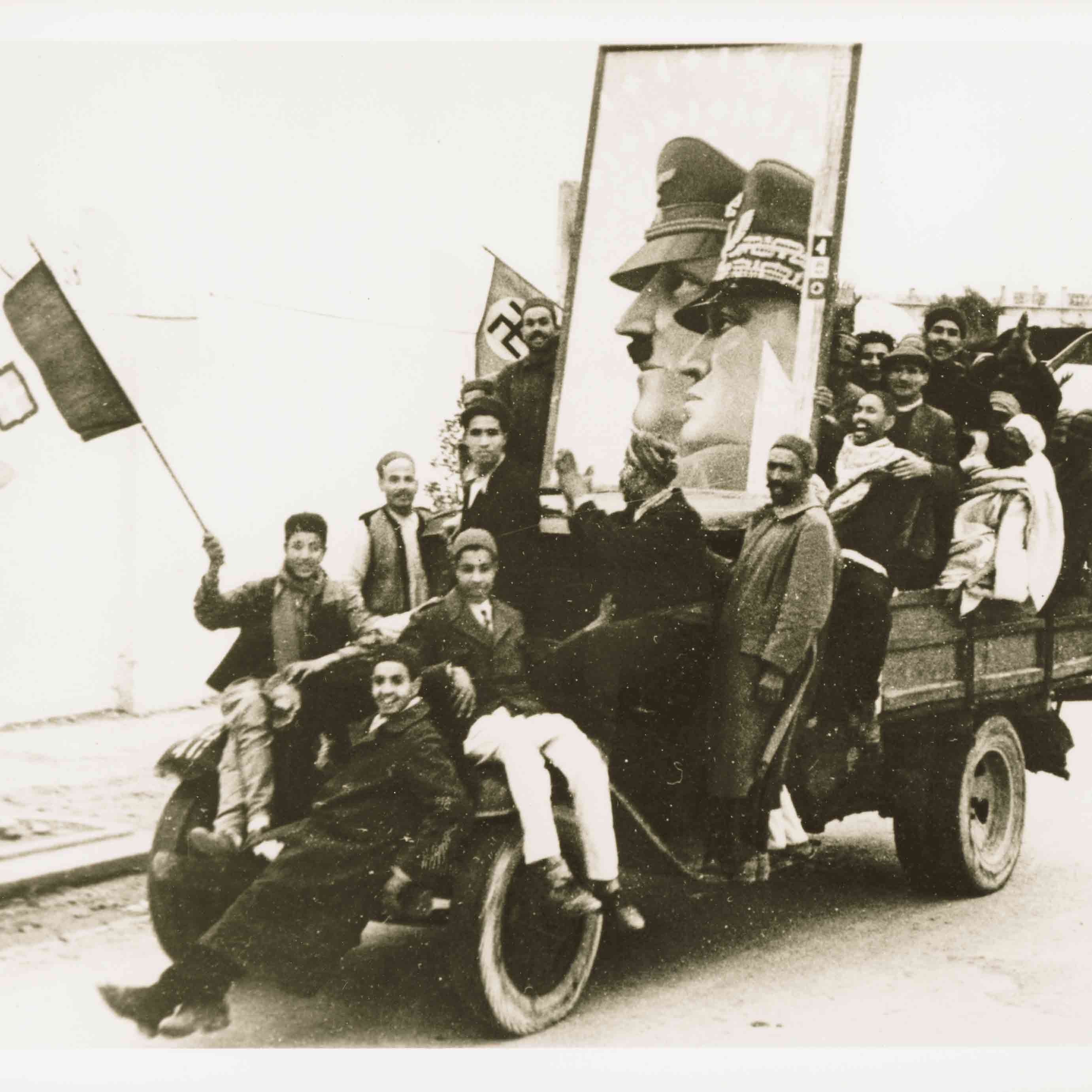
Sostenitori di Hitler e Mussolini in Libia, marzo 1943

Nel luglio del 1911, il governo italiano chiese il controllo della Libia all'Impero Ottomano. Quando tale richiesta non fu soddisfatta, l'Italia dichiarò guerra e conquistò rapidamente le principali città lungo la costa della Libia. Alcuni ebrei in Libia sostennero l'intervento dell'Italia tanto da contribuire attivamente allo sforzo bellico: uno dei motivi alla base di questo sostegno, all'Italia e al cambio di regime, fu dovuto all'influenza italiana verso la Libia ottenuta attraverso i legami commerciali e culturali; tra le altre cause sono da considerare i pogrom ricorrenti di cui soffrirono gli ebrei per mano dei loro vicini musulmani. L'ondata di antisemitismo che si diffuse nell'impero ottomano durante la metà del XIX secolo non passò sugli ebrei della Libia, ma l'autonomia che ricevettero dall'impero non impedì il ripetersi dei pogrom.
Dopo la conquista italiana, gli ebrei ricevettero lo status ufficiale e costituirono un importante gruppo etnico-religioso per il loro ruolo chiave nell'economia libica. Lo studio della lingua e della cultura italiana, iniziato prima della conquista, divenne sempre più diffuso. Il governo italiano, che all'inizio considerò gli ebrei libici come italiani alla pari degli ebrei italiani, iniziò a considerarli musulmani indigeni. 
Nel 1934, dopo l'ascesa al potere dei fascisti, Italo Balbo fu nominato governatore generale della Libia italiana. Sviluppò la "colonia italiana" e, come molti altri fascisti, la vide come il simbolo del ritorno dell'Italia alla grandezza dell'Impero Romano. Durante il suo mandato, accelerò il processo di modernizzazione delle comunità ebraiche e gli ebrei entrarono a far parte attivamente delle istituzioni governative. Balbo rispettò la tradizione ebraica fino a quando non impedì il progresso che aveva già portato in passato in Libia: un caso di conflitto si verificò quando gli ebrei chiusero i loro negozi di sabato, anche al di fuori della comunità ebraica. Balbo condannò gli ebrei alla fustigazione, ma più tardi, nell'ottobre del 1937, ammise a un raduno del Partito Fascista di essersi sbagliato e di non distinguere tra cattolici ed ebrei: erano tutti italiani. All'inizio di quell'anno, Benito Mussolini fu in visita nella comunità ebraica della Libia italiana e ricevette una calorosa accoglienza. Nell'occasione, promise che gli ebrei in Libia sarebbero stati al sicuro e che l'Italia avrebbe rispettato la comunità ebraica insieme a tradizioni, religione e leadership.

## L'Olocausto

### Il peggioramento della situazione
Le politiche aggressive dell'Italia portarono al suo isolamento all'interno dell'Europa e a un patto con la Germania nazista nel 1936. L'asse Roma-Berlino costrinse i paesi ad operare sulla base di principi comuni, quindi le leggi razziali tedesche si applicarono all'Italia e alle sue colonie. Nel manifesto razziale, pubblicato in Italia nel 1938, le leggi razziste e antisemite apparivano come rappresentanti della posizione del Partito Fascista Italiano. 
Le leggi razziali vertevano su alcuni divieti fondamentali:
- agli ebrei con cittadinanza straniera fu vietato di lasciare il paese;
- gli studenti ebrei furono banditi dalle scuole superiori e dagli istituti di istruzione superiore;
- qualsiasi ebreo con una posizione di governo doveva essere licenziato;
- tutti i soldati ebrei dell'esercito italiano dovevano essere retrocessi;
- agli ebrei era vietato partecipare alle offerte del governo.

Il governatore italiano della Libia, Balbo, cercò di convincere Mussolini a rinviare l'applicazione delle leggi in Libia, sostenendo che avrebbero distrutto l'economia libica. Mussolini permise a Balbo di applicare le leggi come meglio credesse. Nonostante la relativa protezione di cui godevano gli ebrei sotto Balbo, i dipendenti del governo ebraico furono licenziati, i bambini ebrei furono espulsi dalle scuole e gli ebrei che desiderarono trasferirsi di città dovevano richiedere una licenza. Balbo fu ucciso nel luglio del 1940, quando una nave italiana abbatté il suo aereo: i funzionari italiani spiegarono l'accaduto come un incidente.
Nella seconda metà del 1940, dopo che l'Italia si unì nella guerra al fianco della Germania, la situazione degli ebrei peggiorò. Tripoli era nel caos e il quartiere ebraico fu pesantemente danneggiato dai bombardamenti alleati, lasciando molti ebrei morti sul posto. Alcuni ebrei, come la popolazione musulmana, fuggirono nell'entroterra. La comunità ebraica di Tripoli affittò le case per i bisognosi, costruì dei rifugi antiaerei sotterranei e fornì l'istruzione ai bambini espulsi.
Col passare del tempo, le leggi razziali peggiorarono la situazione: gli ebrei della Cirenaica furono mandati in un campo di concentramento in Tripolitania e la maggior parte della forza lavoro della comunità fu mandata nei campi di lavoro. Gli ebrei che erano cittadini di paesi nemici furono espulsi dal paese mentre il resto soffrì le leggi razziste e oppressive che li danneggiarono socialmente ed economicamente. A metà del 1942, il governatore decretò che agli ebrei era vietato concludere affari o commerci al di fuori della comunità, pubblicare qualsiasi materiale che non riguardasse la religione e soggetto ad altre leggi oppressive.

### I cambi di regime
L'applicazione accelerata delle leggi razziali fece perdere agli ebrei la fiducia nel governo italiano e li portò invece a sostenere gli inglesi. Quando la Gran Bretagna conquistò per la prima volta la Cirenaica nel dicembre 1940, gli ebrei furono liberati dalle leggi razziali. Non nascosero il loro sostegno all'esercito conquistatore, soprattutto a causa degli incontri tra la comunità ed i soldati ebrei che si unirono alla guerra. I soldati si sono incontrati molte volte con la comunità di Bengasi, rinnovarono le attività sioniste e sostennero l'attività educativa. Il 3 aprile 1941, le forze italo-tedesche riuscirono a respingere le forze britanniche fuori Bengasi e 250 ebrei partirono con loro. I cittadini italiani che vivevano in città durante il periodo del controllo britannico nutrirono ancora rancore nei confronti degli ebrei e organizzarono i pogrom durante i quali furono uccisi due ebrei e una grande quantità di proprietà fu saccheggiata e danneggiata. Quando l'ordine fu ristabilito e l'antisemitismo iniziò a crescere, il governo italiano arrestò molti ebrei con l'accusa di sostenere le forze nemiche.
Nel novembre dello stesso anno, la Gran Bretagna riconquistò la Cirenaica. L'unità di soldati ebrei cercò di sostenere la comunità, ma nel febbraio 1942 l'esercito italo-tedesco tornò e solo un piccolo numero di ebrei riuscì a fuggire con l'esercito britannico in ritirata. L'Italia decise di espellere tutti gli ebrei presenti in Tripolitania e impose dure punizioni agli ebrei rimasti, inclusa la pena di morte per tre di loro. Durante l'ultima conquista britannica della Cirenaica nel novembre 1942, i restanti 360 ebrei furono dissuasi dal contattare l'esercito britannico per paura di ulteriori punizioni se l'Asse avesse riconquistato la regione. I soldati ebrei rappresentarono una parte importante della riabilitazione dei resti della comunità. Il colpo a questa comunità ebraica fu il peggiore di qualsiasi altra comunità libica. Furono uccisi oltre 500 ebrei, su una comunità complessiva di 4000 persone. Le vite dei sopravvissuti furono chiaramente in pericolo. Quasi 2600 ebrei furono inviati nel campo di concentramento di Giado, mentre alcune famiglie furono mandate in altri campi. Circa 200 cittadini britannici furono trasferiti in Italia e circa 250 cittadini francesi in Tunisia.

### Il campo di concentramento di Giado
La maggior parte degli appartenenti alla comunità ebraica in Cirenaica fu inviata al campo di concentramento di Giado, a circa 240 km a sud di Tripoli. La prospera comunità urbana di 2600 persone era tenuta in capanne in un vecchio campo militare convertito in campo di concentramento. Le condizioni igienico-sanitarie furono terribili e molti ebrei soffrirono la malnutrizione. Il campo fu gestito dagli ufficiali italiani, guidati dall'antisemita Ettore Bastico, che fornì ai detenuti appena 100-150 grammi di pane al giorno, oltre a una piccola assegnazione settimanale extra di cibo. Gli ebrei furono incaricati di distribuire questa scorta di cibo insufficiente. Dopo molti respingimenti alle richieste dei leader ebrei di aumentare l'indennità di cibo, gli ufficiali del campo permisero ai mercanti arabi di vendere i generi alimentari di base agli ebrei, cosa che fecero a un prezzo elevato, che solo in pochi poterono permettersi. Dopo ulteriori richieste, sono stati autorizzati a ricevere degli aiuti da Tripoli.
Il rabbino Frigia Zuaretz chiese il permesso di allestire una sinagoga nel campo e gli fu assegnata una delle cabine. Con la prima morte nella comunità, i leader della comunità avevano bisogno di organizzare la sepoltura. Trovarono un cimitero ebraico del 18º secolo dove poterono seppellire i loro morti, in numero che crebbe ogni giorno, principalmente a causa della malnutrizione e della diffusione del tifo.
Nel gennaio 1943, pochi giorni prima che gli Alleati liberassero il campo, tutti i prigionieri furono chiamati in piazza e portati davanti ai soldati armati, e si credette che l'ordine di sparare sarebbe arrivato da un momento all'altro. L'ordine non fu eseguito. Dopo alcuni giorni, gli ufficiali del campo si ritirarono e alcuni dei prigionieri fuggirono. Quando gli inglesi arrivarono, trovarono gli ebrei in uno stato instabile e disorganizzato. Nel marzo di quell'anno, il rabbino militare britannico Orbach visitò il campo e ricevette il permesso di inviare 60 ebrei in Palestina. I sopravvissuti del campo furono inizialmente inviati a Tripoli, dove divennero un peso per la comunità locale, fino all'ottobre 1943, quando la maggior parte dei sopravvissuti si trasferì a Bengasi. La comunità non tornò mai alla sua precedente prosperità e pochi riuscirono a tornare alla stabilità economica. Quasi 600 dei 2600 ebrei residenti nel campo di Bengasi morirono.

### Il lavoro forzato
Nel giugno 1942, il governatore italiano della Libia decretò che lo status giuridico degli uomini libici e italiani era lo stesso, il che significava che gli uomini di età compresa tra i 18 e i 45 anni furono arruolati nel servizio militare. Gli uomini della contea di Tripolitania furono mandati a lavorare a Sidi Azaz e Bukbuk. Ad agosto, 3000 ebrei furono mandati nel campo di lavoro di Sidi Azaz ma, a causa della mancanza di infrastrutture, la maggior parte fu riportata alle proprie case per servire il paese e nei campi di lavoro in Cirenaica. Gli ebrei rappresentarono la forza lavoro consistente che mancava alla comunità.
Il campo era isolato e desertico, con poche guardie e tende italiane. Fu un campo aperto, che permise ai ricchi di acquistare cibo che a volte condividevano con altri. Dopo qualche tempo, i residenti di Tripoli si recarono fuori per incontrare i loro familiari. I residenti del campo iniziarono la loro giornata lavorativa alle 6:00 del mattino con l'appello e la conclusero alle 17:00. Ricevettero 500 grammi di pane, riso o pasta come cibo. Una considerazione senza precedenti fu mostrata quando le guardie italiane permisero ai prigionieri di riposare il sabato. Ci fu un incidente violento, quando un prigioniero litigò con una guardia italiana e di conseguenza fu ucciso a colpi di arma da fuoco. La guardia fu trasferita e gli ebrei impararono a stare fuori dalle discussioni con le guardie.
Il campo di Bukbuk è stato allestito nella Cirenaica orientale, al confine con l'Egitto. I prigionieri avevano il compito di spianare le strade dalla Libia all'Egitto per gli scopi dell'esercito. Il campo fu così remoto che non ci furono guardie o recinzioni. Mancava l'acqua, perché la scorta arrivava solo ogni pochi giorni. La giornata lavorativa si svolse ufficialmente dalle 7:00 alle 17:00, ma la mancanza di sorveglianza consentì ai detenuti di lavorare a ritmo lento e, nonostante le lamentele del supervisore italiano che arrivava ogni pochi giorni, il campo fu a corto di guardie. Il campo dispose di un medico italiano che ignorava le malattie e le ferite per lo più inventate dei prigionieri, il che permise loro di affermare di non essere adatti al lavoro ed essere quindi rilasciati. Nell'ottobre del 1942, Bukbuk fu bersaglio di molteplici bombardamenti e solo a novembre, con la ritirata delle forze italiane, i prigionieri furono liberati e fu permesso loro di ritrovare la via del ritorno a Tripoli, la maggior parte con l'ausilio di veicoli di passaggio.

### L'espulsione degli ebrei con cittadinanza straniera

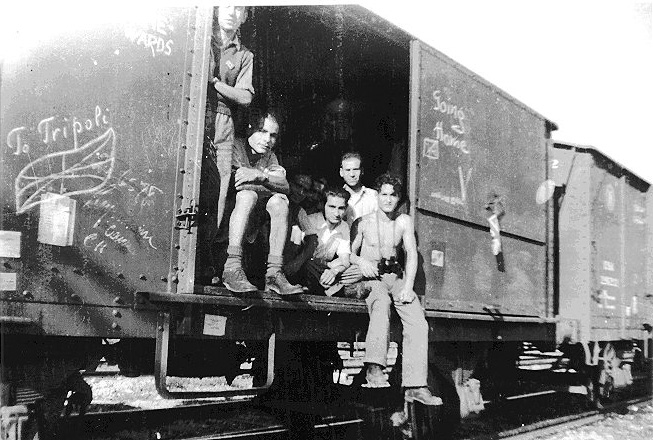
Sopravvissuti ebrei all'Olocausto tornano in Libia dal campo di concentramento di Bergen-Belsen

I soldati tedeschi entrarono nella Libia italiana nel 1941 dopo che l'esercito italiano fu sconfitto in Cirenaica, ma l'influenza tedesca si fece sentire già a partire dal 1938. A causa del coinvolgimento e dell'importanza che gli ebrei stranieri avevano nell'economia e nel commercio, furono trattati normalmente e il governo italiano non fu veloce nell'applicare le leggi razziali ed espellere gli ebrei stranieri. Tuttavia, ci furono episodi di soldati tedeschi che molestarono gli ebrei. Dopo l'entrata in guerra dell'Italia, nel giugno 1940, le condizioni degli ebrei peggiorarono e a settembre tutti i cittadini dei paesi nemici furono rinchiusi nei campi di detenzione, in condizioni dignitose. Furono tutti espulsi durante la seconda metà del 1941, principalmente a causa del fatto che i campi di detenzione divennero un onere economico. 
Molti degli espulsi vissero in Libia per tutta la vita, detenendo una seconda cittadinanza solo per comodità. Circa 1600 ebrei con cittadinanza francese furono espulsi in Tunisia. Oltre 400 cittadini britannici furono inviati in Italia. Quelli espulsi da Bengasi furono autorizzati a prendere oggetti di valore e furono mandati nel campo di detenzione di Bologna, mentre a coloro che lasciarono Tripoli furono ammessi solo oggetti personali e inviati principalmente nei campi di Siena e Firenze. Le condizioni di vita furono difficili ma furono trattati umanamente dalle guardie. Nel settembre 1943 l'Italia cadde sotto il controllo tedesco e in ottobre gli uomini ebrei furono inviati ai lavori forzati dal campo di Arzo, a est di Siena. Tra febbraio e maggio 1944, gli espulsi da Tripoli e alcuni da Bengasi furono inviati al campo di Bergen-Belsen, mentre la maggior parte degli espulsi di Bengasi furono inviati al campo di Innsbruck-Reichenau.
L'approvvigionamento alimentare a Bergen Belsen fu terribile, le condizioni di lavoro furono molto dure e i prigionieri subirono abusi e molestie dai soldati delle SS.
Il campo di Innsbruck-Reichenau si trovava nell'Austria occidentale ed era una propaggine del campo di Dachau. Fu circondato da una recinzione elettrica, c'era separazione tra uomini e donne e tutti i detenuti furono costretti a lavorare. A differenza degli altri prigionieri, gli ebrei della Libia poterono rimanere nei loro abiti civili. Le guardie delle SS furono crudeli con gli ebrei: furono bandite da qualsiasi espressione o culto religioso e le punizioni come la fustigazione, la reclusione e la morte per fucilazione erano comuni.
Al di là dei noti orrori dell'Olocausto, gli ebrei della Libia furono un elemento straniero nella gelida Europa, il che rese la sopravvivenza molto più difficile. Al di là del diverso clima, la differenza culturale fu un grosso ostacolo. In entrambi i campi gli ebrei della Libia si sforzarono di osservare le restrizioni dietetiche ebraiche nonostante le difficoltà e scambiarono i loro pasti cucinati con il pane. Molti degli ebrei della Libia morirono nel campo, principalmente gli anziani che non poterono resistere alla fame, alle torture e alle malattie.

## Conseguenze
Secondo Maurice Roumani, un emigrante libico già Direttore Esecutivo del WOJAC, i fattori più importanti che influenzarono la comunità ebraica libica ad emigrare sono stati "le cicatrici lasciate dagli ultimi anni dell'occupazione italiana e l'ingresso dell'esercito britannico nel 1943 accompagnato dai soldati palestinesi ebrei".
Dopo la vittoria alleata nella battaglia di El Agheila nel dicembre 1942, le truppe tedesche e italiane furono cacciate dalla Libia. Gli inglesi presidiarono il reggimento palestinese in Cirenaica, che in seguito divenne il nucleo della Brigata Ebraica, in seguito fu di stanza anche in Tripolitania. I soldati filosionisti incoraggiarono la diffusione del sionismo nella popolazione ebraica locale.
Nel 1943, il Mossad LeAliyah Bet iniziò a inviare emissari per preparare le infrastrutture per l'emigrazione della comunità ebraica libica.
La più grave violenza antiebraica del secondo dopoguerra nei paesi arabi avvenne in Tripolitania, allora sotto il controllo britannico, nel novembre 1945. In un periodo di diversi giorni più di 130 ebrei (tra cui 36 bambini) furono uccisi, centinaia sono rimasti feriti, 4000 sono rimasti senza casa e 2400 sono stati ridotti in povertà. Cinque sinagoghe a Tripoli e quattro nelle città di provincia furono distrutte e nella sola Tripoli furono saccheggiate oltre 1000 residenze ebraiche ed edifici commerciali. Ulteriori disordini si verificarono in Tripolitania nel giugno 1948, quando 15 ebrei furono uccisi e 280 case di ebrei distrutte.
Nel novembre 1948, pochi mesi dopo gli eventi in Tripolitania, il console americano a Tripoli Orray Taft Jr. riferì:"Vi è motivo di ritenere che la comunità ebraica sia diventata più aggressiva in seguito alle vittorie ebraiche in Palestina. C'è anche motivo di credere che la comunità qui stia ricevendo istruzioni e guida dallo Stato di Israele. È difficile determinare se il cambiamento di atteggiamento sia o meno il risultato di istruzioni o di una progressiva aggressività. Anche con l'aggressività o forse a causa di essa, i leader sia ebrei che arabi mi informano che le relazioni interrazziali sono migliori ora di quanto non siano state per diversi anni e che comprensione, tolleranza e cooperazione sono presenti in qualsiasi incontro di alto livello tra i leader delle due comunità".
L'emigrazione in Israele iniziò nel 1949, in seguito all'istituzione di un ufficio dell'Agenzia ebraica a Tripoli. Secondo Harvey E. Goldberg, "un certo numero di ebrei libici" credettero che l'Agenzia Ebraica fosse dietro le rivolte, dato che le rivolte li aiutarono a raggiungere il loro obiettivo. Tra l'istituzione dello Stato di Israele nel 1948 e l'indipendenza della Libia nel dicembre 1951 oltre 30000 ebrei libici emigrarono in Israele.
Ben presto, la comunità ebraica della Libia cessò di esistere, con la maggior parte dei suoi membri che emigrarono in Israele e in altri paesi, principalmente in Italia.